# ティーンズブルース
『ティーンズブルース』は、コージィ城倉による日本の漫画。『ビッグコミックスピリッツ』（小学館）にて2002年16号から2004年6・7合併号まで連載された。単行本は7巻が刊行されている（小学館）。

## 概要
平凡な女子高校生が、あるきっかけでホストにのめりこみ堕ちていく姿を描いた作品。作者自身も『絶対上がりめになることはない』『落ちるだけ』『サクセスしない』『下がり続けるだけのベクトル』と公言している程救いのない内容だが、中途半端な形で第一部が終了し、第二部の開始は未定となっている。
年齢確認をせずにホストが未成年者を客引きして酒を飲ませたり、主人公がキャバクラで働こうとした際に店側がきちんとした年齢確認をしないまま雇用したりする等、表現的に問題のあるシーンも存在している。

## あらすじ
17歳の高校生、麻美は母と弟と3人で暮らしている。苦しい生活にもかかわらずプライドが高く、世間体ばかり気にする母に反発した麻美はクラスメイトの美香に誘われ、それまでの自分を変えようとする。だが、それは転落の始まりであった・・・。

## 主な登場人物
久我 麻美（くが あさみ）
本作の主人公。元々は眼鏡に三つ編みの目立たない地味な女子高校生であったが、実はスタイル抜群の美少女で、一部の生徒はその魅力に気づいていた。
母子家庭で苦しい生活なのにもかかわらず、世間体ばかり気にする母親から、家事のために学校を休んだことを厳しく叱られ、その反発からクラスメイトの里香に誘われ、派手な格好をするようになり、里香と街を歩いていた際、客引きで声を掛けられたホストの高士と知り合い、のめりこみ、遊ぶ金欲しさにいかがわしいアルバイトをするようになり、高校にも行かなくなり、最後には実家からも逃げ出し家出と、どんどん堕ちていく。だが、どんなに堕ちても最後の一線は越えず処女のままでいる。
自分の不注意から吉本国彦の家を火事にしてしまい、逃げ出した後、年齢を偽りキャバクラで働くようになる。店の客である作家や雑誌編集者に気に入られ、素顔を隠した仮面のグラビアアイドルとして売り出され、徐々に人気が出てきているが、嫉妬した里香か恨みを持つ国彦と思われる人物からの妨害を受け始めている。
喜多見 高士（きたみ たかし）
麻美が転落する原因を作った当事者の一人で、 歌舞伎町のホストクラブ『デカメロン伝説』のNO.1ホスト。街を歩いていた里香と麻美に声をかけ、店に連れて行き、これがきっかけで里香と麻美は高士にのめり込むようになる。
良くも悪くもホストとして仕事に徹していて、嫉妬した麻美に髪の毛をズタズタに切られてしまっても、内心は不明だが怒りを見せず、そのまま坊主頭にし、時には優しく、時には突き放すような態度で麻美に接し、麻美を夢中にさせている。
吉本 国彦（よしもと くにひこ）
麻美のクラスメートで演劇部員。ニキビ顔のおとなしい性格で、実家は電気店を営んでいる。
麻美が地味な頃から美しさに気づいていて、当初は演劇部に勧誘しようとしていた。家出し、行くあてがなかった麻美を、家族に内緒で自宅の使われていない部屋に住まわせたが、実は父親が（最後の一線は越えていないが）麻美と関係を持っていた事を知り、さらに麻美の不注意で煙草の火の不始末から家が火事になり、そのまま逃げてしまった麻美に対し、何らかの意図を持って『デカメロン伝説』の新人ボーイとして現れる。
藤沢 里香（ふじさわ りか）
麻美が転落する原因を作った当事者の一人。麻美のクラスメイトで、派手な今時の女子校生。親から金を出してもらいマンションで一人暮らしをしている。吉本同様、麻美の美しさに気づいていて、麻美を誘い、自分と同じような今時の女子校生に変身させ、いかがわしいバイトに誘う。
ある意味、麻美を転落させる原因を作った一番の元凶ではあるが、麻美同様、高士にのめりこみ、麻美に敵意を持つようになる。ホストクラブに入り浸っていた事が親にバレてしまい、実家に連れ戻されそうになるが、家出し、知人の伝手で手っ取り早く金を稼ぐためにキャバクラで働くようになり、麻美同様転落していく事になる。
麻美の母（あさみのはは）
麻美が転落する原因を作った当事者の一人。夫が亡くなった後、持病がありながら二人の子供を育てている。だが、プライドが高く、母子家庭という理由で周りから同情されるのを嫌い、持病の発作で寝込んでいた時に、麻美が学校を休んで家事をした事を厳しく叱り、麻美が転落する最初の原因を作ってしまう。
麻美がどんどん派手になり、さらにいかがわしいアルバイトをしている事を知り、ショックから無理心中を図ろうとするが、誤って息子を斬り付け怪我をさせた上、発作で苦しみだし、恐怖を感じた麻美は逃げ出してしまう。その後、麻美は家出し家族との連絡を一切断つことになる。

## 単行本
コージィ城倉『ティーンズブルース』小学館ビッグコミックス 全7巻
1. 2002年8月30日発売 ISBN 4-09-186521-6
2. 2002年10月28日発売 ISBN 4-09-186522-4
3. 2003年2月28日発売 ISBN 4-09-186523-2
4. 2003年4月30日発売 ISBN 4-09-186524-0
5. 2003年8月30日発売 ISBN 4-09-186525-9
6. 2003年12月25日発売 ISBN 4-09-186526-7
7. 2004年3月30日発売 ISBN 4-09-186527-5